# 門田こむぎ
門田 こむぎ（かどた こむぎ、1983年4月27日 - ）は、日本の元歌手・舞踊家、起業家

## 来歴・人物
大阪府出身。父は日本の音楽界に名を刻むシンガーソングライター、もんた&ブラザーズのボーカルのもんたよしのり。幼少期から家庭環境で豊かな音楽的素養を培う。父を「もんちゃん」と親しみを込めて呼んでいる。
1996年8月に放送の日本テレビ系「24時間テレビ 「愛は地球を救う」」に出演し、マラリアにかかったもんたへの手紙を涙ながらに読んだ。
1998年にBuzyの前身であるCOLORのメンバーとしてアミューズに所属し、ワーナーミュージックからデビュー。「Stay with me」(作曲：岸谷香) で作詞家としても初作品を発表。
2002年に大学進学に伴いCOLORを卒業。ラストステージは横浜アリーナ。

### 大学卒業後
大学卒業後、音楽業界から一時身を引き、番組制作およびWebマーケティング分野へと活躍の場を広げ、海外進出を果たす。特にイベント企画やプロデュース、デジタル領域でのプロジェクトに数多く携わる。
また、社交ダンスのプロとしての活動実績もあり、大会での優勝経験を持つ。

## テレビ出演情報
- ぐるぐるナインティナイン～岡村恋愛救済企画最終章～
- THE 夜もヒッパレ（日本テレビ）
- うたばん（TBS）
- 王様のブランチ（TBS）
- HEY!HEY!HEY!（フジテレビ）
- 奇跡ゲッター ブットバース!!（TBS）
- 24時間テレビ 「愛は地球を救う」（日本テレビ）
- COUNT DOWN TV（TBS）
- 踊る!さんま御殿!!（日本テレビ）
- ドラマ 二度のお別れ（NHK）

## 作品

### シングル
| #     | 発売日         | タイトル                           | 作詞           | 作曲          | 編曲       | 備考           |
| COLOR | COLOR          | COLOR                              | COLOR          | COLOR         | COLOR      | COLOR          |
| ----- | -------------- | ---------------------------------- | -------------- | ------------- | ---------- | -------------- |
| 1     | 1999年7月28日  | DOUBLE OR NOTHING                  | サエキけんぞう | KC HARMONY    | KC HARMONY | 8cmシングル    |
| 2     | 1999年8月25日  | DOUBLE OR NOTHING                  | サエキけんぞう | KC HARMONY    | KC HARMONY | マキシシングル |
| 3     | 1999年11月25日 | Why?                               | 戸沢暢美       | KIM CHANGHWAN | KIM WOOJIN |                |
| 4     | 2000年6月21日  | One and Only                       | 岩里祐穂       | KIM CHANGHWAN | KIM WOOJIN |                |
| 5     | 2001年1月24日  | Rav&Business/ あなたを愛す私を愛す | 晴一           | 本間昭光      | 本間昭光   |                |
| 6     | 2001年8月8日   | 翼がなくても                       | 岸谷香         | 岸谷香        | 島田昌典   |                |

### アルバム
| #     | 発売日        | タイトル     | プロデュース  | 備考  |
| COLOR | COLOR         | COLOR        | COLOR         | COLOR |
| ----- | ------------- | ------------ | ------------- | ----- |
| 1     | 2000年8月23日 | Red Discs    | KIM CHANGHWAN |       |
| 2     | 2001年11月7日 | Love Execute | 本間昭光      |       |

### タイアップ
- DOUBLE OR NOTHING - フジテレビ系ドラマ『らせん』挿入歌
- Why?（FUNKY VERSION） - よみうりテレビ・日本テレビ系アニメ『金田一少年の事件簿』オープニングテーマ
- One and Only - テレビ朝日系『ラボ・らぼーん』エンディングテーマ
- Rav&Business - テレビ朝日系『世界痛快伝説!!運命のダダダダーン!』エンディングテーマ
- あなたを愛す私を愛す - マリエール平安閣CMソング（中部地区ローカル）
- 翼がなくても - TBSテレビ系ドラマ『世界で一番熱い夏』主題歌